# José Tomé Martínez
José Tomé Martínez, més conegut com a Chechu (Ferrol, 7 de maig de 1978) és un futbolista gallec, que ocupa plaça de migcampista.

## Carrera esportiva
Es va formar al planter del Reial Oviedo. Va arribar a debutar amb el primer equip a la campanya 95/96, tot jugant un partit en el qual va marcar un gol. Però, no va tenir continuïtat en el conjunt ovetenc.
Posteriorment, va militar en equips més modestos de Galícia, com el Betanzos.